# Monastère Saint-Élie (Očage)
Pour l’article homonyme, voir Monastère Saint-Élie.
Le monastère Saint-Élie (en serbe cyrillique : Манастир Илиње ; en serbe latin : Manastir Ilinje) est un monastère orthodoxe serbe situé à Očage, dans le district de Mačva et dans la municipalité de Bogatić en Serbie.
Le monastère abrite une communauté de religieuses.

## Présentation
Le monastère a été fondé en 1983. L'église, dédiée au prophète Élie, a été consacrée par l'évêque de l'éparchie de Šabac Lavrentije en 2006. En plus de l'église, l'ensemble monastique possède deux konaks. Les religieuses prennent notamment soin des toxicomanes et des alcooliques.

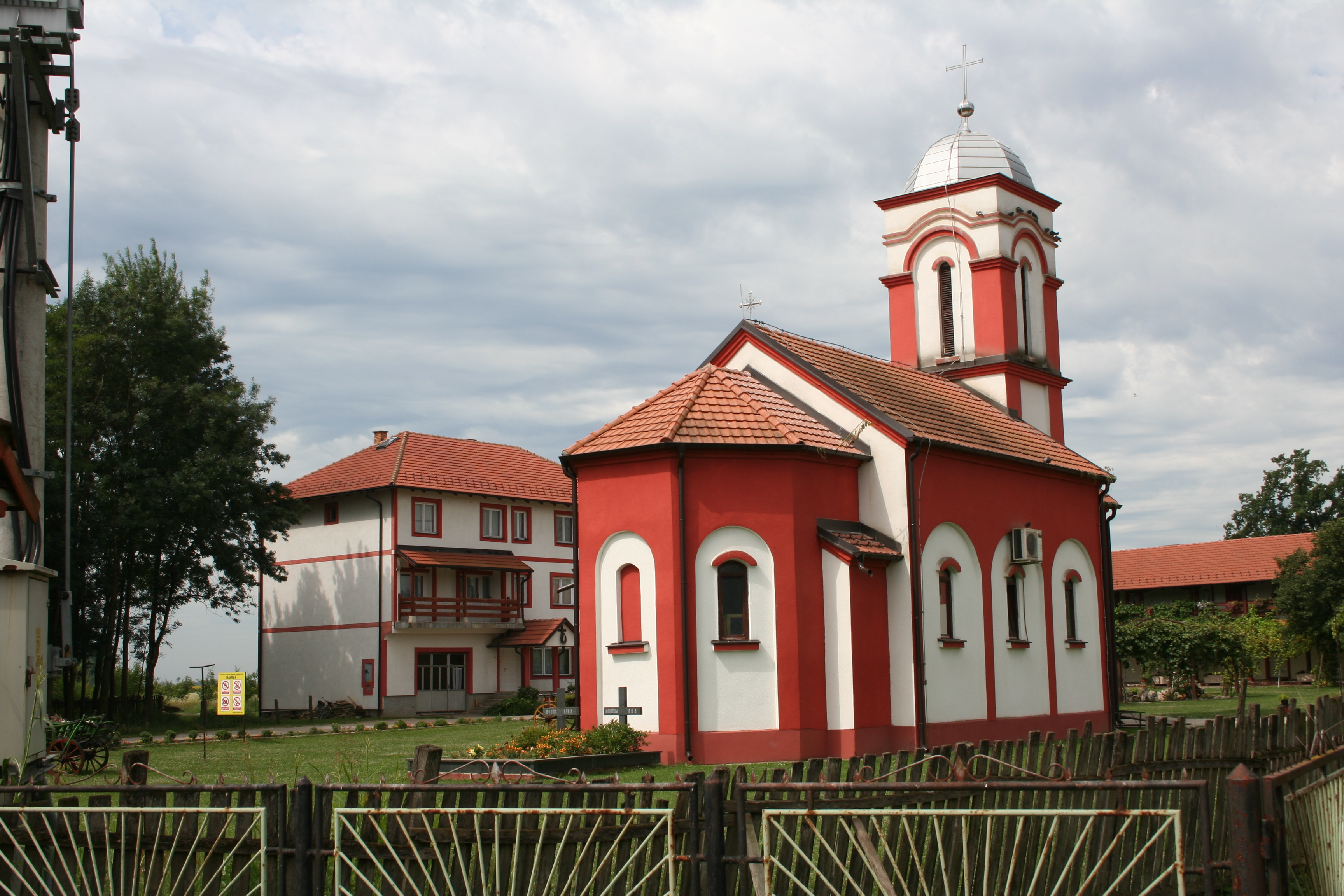
Vue du chevet de l'église du monastère et du konak